# All Good Things (Come to an End)
All Good Things (Come to an End) är en poplåt av Nelly Furtado, Timbaland, Nate "Danja" Hills och Chris Martin. Låten är från Nelly Furtados tredje album Loose (2006).

## Versioner
- Albumversion (5:11)
- Radioversion (4:25)
- Radioversion (Storbritannien) (3:47)

## Listplaceringar
| Lista (2006-2008)   | Topplacering |
| ------------------- | ------------ |
| Australien          | 12           |
| Belgien (Flandern)  | 1            |
| Belgien (Vallonien) | 4            |
| Frankrike           | 6            |
| Nederländerna       | 1            |
| Norge               | 1            |
| Nya Zeeland         | 8            |
| Schweiz             | 1            |
| Storbritannien      | 4            |
| Sverige             | 1            |
| Österrike           | 1            |

### Fotnoter
1. ↑  http://allmusic.com/album/all-good-things-come-to-an-end-4-tracks-r1322508
2. ↑  ”Listplacering”. http://australian-charts.com/showitem.asp?interpret=Nelly+Furtado&titel=All+Good+Things+%28Come+To+An+End%29&cat=s. Läst 6 juni 2011.
3. ↑  ”Listplacering”. http://www.ultratop.be/nl/showitem.asp?interpret=Nelly+Furtado&titel=All+Good+Things+%28Come+To+An+End%29&cat=s. Läst 6 juni 2011.
4. ↑  ”Listplacering”. http://www.ultratop.be/fr/showitem.asp?interpret=Nelly+Furtado&titel=All+Good+Things+%28Come+To+An+End%29&cat=s. Läst 6 juni 2011.
5. ↑  ”Listplacering”. http://lescharts.com/showitem.asp?interpret=Nelly+Furtado&titel=All+Good+Things+%28Come+To+An+End%29&cat=s. Läst 6 juni 2011.
6. ↑  ”Listplacering”. http://dutchcharts.nl/showitem.asp?interpret=Nelly+Furtado&titel=All+Good+Things+%28Come+To+An+End%29&cat=s. Läst 6 juni 2011.
7. ↑  ”Listplacering”. http://norwegiancharts.com/showitem.asp?interpret=Nelly+Furtado&titel=All+Good+Things+%28Come+To+An+End%29&cat=s. Läst 6 juni 2011.
8. ↑  ”Listplacering”. Arkiverad från originalet den 18 mars 2012. https://web.archive.org/web/20120318075800/http://charts.org.nz/showitem.asp?interpret=Nelly+Furtado&titel=All+Good+Things+%28Come+To+An+End%29&cat=s. Läst 6 juni 2011.
9. ↑  ”Listplacering”. http://hitparade.ch/showitem.asp?interpret=Nelly+Furtado&titel=All+Good+Things+%28Come+To+An+End%29&cat=s. Läst 6 juni 2011.
10. ↑  ”Listplacering”. Arkiverad från originalet den 25 maj 2012. https://archive.is/20120525155224/http://www.chartstats.com/release.php?release=32602. Läst 6 juni 2011.
11. ↑  ”Listplacering”. http://swedishcharts.com/showitem.asp?interpret=Nelly+Furtado&titel=All+Good+Things+%28Come+To+An+End%29&cat=s. Läst 6 juni 2011.
12. ↑  ”Listplacering”. http://austriancharts.at/showitem.asp?interpret=Nelly+Furtado&titel=All+Good+Things+%28Come+To+An+End%29&cat=s. Läst 6 juni 2011.